# Liste der Listen von Höhlen
Die Liste der Listen von Höhlen ist eine Aufzählung der in der Wikipedia vorhandenen Listen von Höhlen.

## Listen von Höhlen nach Ort

### Afrika
- Liste von Höhlen in Afrika
  - Liste von Höhlen in Namibia
  - Liste von Höhlen in Südafrika

### Amerika
- Liste von Höhlen in Nordamerika
- Liste von Höhlen in Südamerika

### Asien
- Liste von Höhlen in Asien

### Australien
- Liste von Höhlen in Australien und Ozeanien
  - Liste von Höhlen in Neuseeland

### Europa
- Liste von Höhlen in Europa
  - Liste von Höhlen auf den Azoren
  - Liste von Höhlen in Deutschland
  - Liste der Schauhöhlen in Deutschland
    - Höhlen in Baden-Württemberg:
      - Liste von Höhlen im Landkreis Sigmaringen

    - Höhlen in Bayern:
      - Liste von Höhlen in der Fränkischen Alb

    - Liste von Höhlen in Niedersachsen
    - Liste von Höhlen in Nordrhein-Westfalen
      - Liste von Höhlen im Ennepe-Ruhr-Kreis
      - Liste von Höhlen im Kreis Euskirchen
      - Liste von Höhlen in Hagen
      - Liste von Höhlen im Hochsauerlandkreis
      - Liste von Höhlen im Märkischen Kreis
      - Liste von Höhlen im Kreis Mettmann
      - Liste von Höhlen im Oberbergischen Kreis
      - Liste von Höhlen im Kreis Olpe
      - Liste von Höhlen in Ostwestfalen-Lippe
      - Liste von Höhlen im Kreis Soest
      - Liste von Höhlen im Kreis Steinfurt
      - Liste von Höhlen in Wuppertal

    - Liste von Höhlen in Rheinland-Pfalz
    - Liste von Höhlen im Saarland

  - Liste der Schauhöhlen in Österreich
    - Liste der geschützten Höhlen in Niederösterreich
    - Liste der besonders geschützten Höhlen in Salzburg
    - Liste der geschützten Höhlen in der Steiermark
    - Liste von Höhlen im Toten Gebirge

  - Liste von Höhlen in Polen
  - Liste der Schauhöhlen in Polen

## Sonstige Listen von Höhlen
- Liste von Tropfsteinhöhlen
- Liste von Höhlen